# Марсель Шуген
Марсель Шуген (нім. Marcel Schuhen, нар. 13 січня 1993, Кірхен, Німеччина) — німецький футболіст, воротар клубу «Дармштадт 98».

## Ігрова кар'єра
Марсель Шуген є вихованцем футбольної академії клубу «Кельн». З 2012 року воротаря почали залучати до тренувань основного складу. Також Шуген грав у другій команді «Кельна» в Регіональній лізі.
Але не маючи можливості пробитися до основи «Кельна», у 2014 році Шуген перейшов до клубу Третьої ліги «Ганза» з Ростока. Де футболіст провів три сезони як основний воротар команди.
Влітку 2017 року як вільний агент Шуген перебрався до клубу Другої Бундесліги «Зандгаузен». У клубі воротар провів два сезони, а після завершення контракту перейшов до іншого клубу Другої Бундесліги «Дармштадт 98».

## Цікаві факти
Граючи у складі молодіжної команди «Кельна» (U-19) проти однолітків з «Ваттеншайд 09», Марсель Шуген забив гол у ворота суперників зі свого карного майданчика. Той гол був визнаний найкращим голом місяця у березні 2011 року. А сам Шуген став восьмим воротарем, чий забитий гол став голом місяця.